# Fülöpszállás vasútállomás
Fülöpszállás vasútállomás egy Bács-Kiskun vármegyei vasútállomás, Fülöpszállás településen, a MÁV üzemeltetésében. A belterület keleti szélén helyezkedik el, közvetlenül az 5217-es és az 5304-es utak közös szakaszának vasúti keresztezése mellett, attól északra; közúti elérését ez az út biztosítja.

## Vasútvonalak
Az állomást az alábbi vasútvonalak érintik:
- Budapest–Kelebia-vasútvonal

## Kapcsolódó állomások
A vasútállomáshoz az alábbi állomások vannak a legközelebb:
- Szabadszállás vasútállomás (Kunszentmiklós-Tass vasútállomás, Budapest–Kelebia-vasútvonal)
- Soltszentimre megállóhely (Kelebia vasútállomás, Budapest–Kelebia-vasútvonal)
- Uzovicstelep megállóhely (Kecskemét vasútállomás, Fülöpszállás–Kecskemét-vasútvonal)

## Forgalom
| Járat | Útvonal | Gyakoriság |
| ----- | --- | ---------- |
|       | A vonalon a vasúti szolgáltatás szünetel, a vonatok helyett a Volánbusz járatai közlekednek. A legközelebbi buszmegálló: Fülöpszállás, vasútállomás |            |